# Suessiones

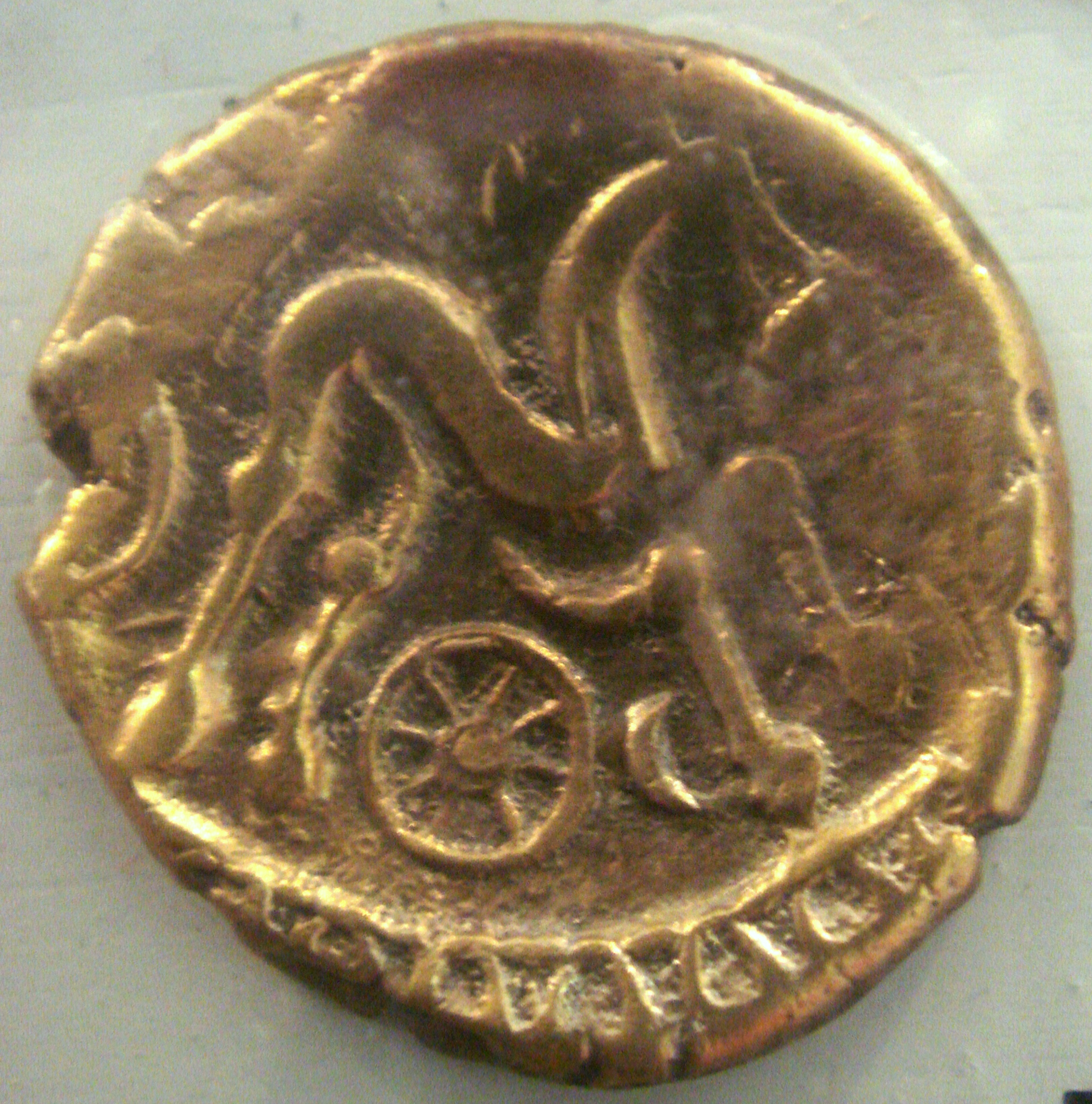
Munt van de Suessiones

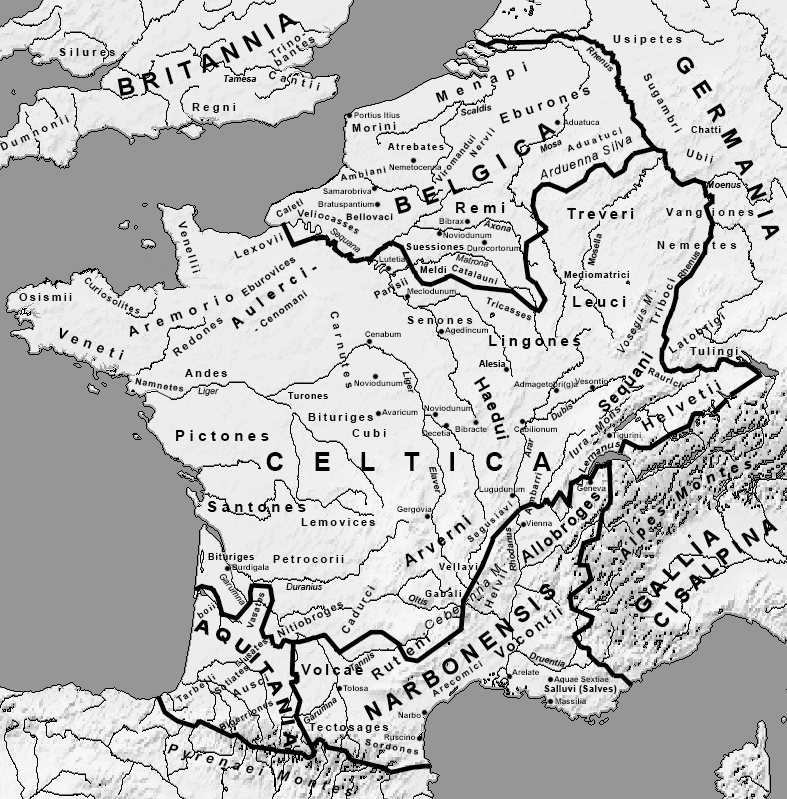
Een kaart van Gallië ten tijde van de 1ste eeuw v.Chr., met daarop de relatieve posities van de Keltische stammen, en de Suessiones aangegeven

De Suessiones waren een Belgische stam in het westen van Belgica in de eerste eeuw v.Chr. Ze leefden in het gebied tussen de rivier de Oise en rivier de Marne, gecentreerd rond de hedendaagse stad Soissons, die haar naam dankt aan de naam van de stam. Naburige stammen waren de rivaliserende Bellovaci en de Remi. In 57 v.Chr. werden de Suessiones onderworpen door Julius Caesar tijdens diens veroveringtocht door Gallië, na de Slag bij de Aisne. Het is mogelijk dat ze bij de Romeinen bekendstonden als de Suaeuconi. Caesar vertelt in zijn  boek over de Gallische oorlogen  dat de Suessiones in 57 v.Chr. onder leiding stonden van ene Galba, en hij vermeldt de legendarische koning Diviciacius, die over grote delen van België en delen van Prehistorisch Brittannië geheerst had.
De eerste munten geslagen door Belgische Galliërs verschenen voor het eerst in Brittannië in het midden van de 2e eeuw v.Chr. Dit type munt is gecategoriseerd onder de naam Gallo-Belgisch Type-A. Een ander type munt zijn de munten die een afbeelding van koning Diviciacus weergaven, worden gecategoriseerd onder de naam Gallo-Belgisch Type-C. De munt werd geslagen tussen 90 en 60 v.Chr. De munten werden tot in Sussex gevonden, en voornamelijk in de regio rond Kent. Rond 60-50 v.Chr. werd een nieuw type munten geslagen, Gallo-Belgisch Type-F. Dit type munt werd voornamelijk teruggevonden rond Parijs, het vroegere gebied van de Suessiones in België en in de zuidelijke kustgebieden van Brittannië. Het feit dat deze typen munten zo verspreid aangetroffen zijn duidt erop dat de Suessiones intensief handelden met en migreerden naar enkele delen van Gallië en Brittannië, in de tijd voor de Romeinse verovering.
Caesar schrijft dat de Belgae naar Brittannië gingen voor buit:
…Het binnenland van Brittannië wordt bewoond door stammen die, volgens hun eigen tradities, zich tot oorspronkelijke inwoners hebben verklaard, het kustgebied door stammen die daar vroeger vanuit België naartoe migreerden, op zoek naar oorlogsbuit…
Op de locatie van de huidige stad Soissons zou volgens Caesar de hoofdstad van de Suessiones gelegen hebben, Noviodunum, wat zoiets betekent als Nieuw Heuvelfort (wat ook iets zegt over hoe de stad eruit moet hebben gezien). De stad Soissons is nog altijd de regionale hoofdstad van het huidige departement Aisne in de regio Champagne in Frankrijk. Soissons werd later de hoofdstad van het Merovingische koninkrijk Soissons (Neustrië) tussen 511-613. De Frankische prins Karel de Grote werd in Soissons geboren, in 747 als zoon van koning Pepijn de Korte en Bertrada van Laon. Menigmaal wordt de regio vaak aangeduid als Soissonais, en de inwoners van die regio als Soissonaire.